# Wolfram von Knorr
Arthur Friedrich Wolfram Knorr, seit 1896 von Knorr (* 7. Juli 1880 in Wilhelmshaven; † 7. Dezember 1940) war ein deutscher Marineoffizier und Marineattaché in Tokio.

## Leben
Er war der Sohn des deutschen Admirals und Chefs des Admiralstabes Eduard von Knorr (1840–1920) und dessen Ehefrau Luise, geborene Zirzow (1848–1928). Nach seinem Schulbesuch entschied er sich, eine berufliche Laufbahn als Marineoffizier einzuschlagen und trat im April 1897 in die Kaiserliche Marine ein. Er durchlief die seemännische Grundausbildung auf verschiedenen Schulschiffen und absolvierte die Marineschule in Mürwik. Danach folgten Bordkommandos als Wach- und Deckoffizier, so unter anderem 1908 auf der Königsberg, sowie der Besuch weiterer Spezialkurse, bis er die Ausbildung zum Seeoffizier abschloss. Es folgte 1913 die kurze Zeit einer orientierenden Tätigkeit beim Admiralstab der Marine, zur Vorbereitung auf seine Verwendung als Marineattaché in Japan.

### Japan
Im Frühjahr 1913 trat Knorr die Reise zu seinem zukünftigen Wirkungsort an und wurde am 25. Juni 1913 an der deutschen Gesandtschaft in Tokio tätig. Der zu diesem Zeitpunkt amtierende Marineattaché Korvettenkapitän Paul Fischer (1872–1939) wies ihn in seinen Arbeitsbereich ein. Geschäftsträger der Botschaft und damit sein unmittelbarer Vorgesetzter vor Ort war Arthur Alexander Kaspar von Rex (1856–1926). Die ersten Monate, in der für Knorr noch ungewohnten Umgebung, dienten vor allem dazu, sich mit den Arbeitsbedingungen in Japan vertraut zu machen und erste eigene Kontakte aufzubauen. Am 14. Oktober 1913 wurde er als Kapitänleutnant zum Marineattaché der deutschen Gesandtschaft in Tokio ernannt.
Obwohl es generell eine angenehme Aufgeschlossenheit der japanischen Gesellschaft gegenüber Deutschland und den von dort kommenden Menschen gab, war es anfangs für ihn nicht so leicht, sich mit den ungewohnten Gepflogenheiten und der traditionellen Zurückhaltung dem „Angekommenen“ gegenüber zurechtzufinden. Deutlich spürbar war auch bei den offiziellen Empfängen und Begegnungen, die zur Tätigkeit des Attachés gehörten, dass sich die japanische Gesellschaft noch im Umbruchsprozess seit Beginn der Taishō-Periode befand. Dieser Prozess führte vor allem zur Stärkung des japanischen Militärsystems und des Ausbaus der inneren Machtmechanismen zugunsten des Militärs. Dennoch gelang es Knorr, sich einen vertrauensvollen Umgangskreis, der auch private Kontakte einschloss, aufzubauen. Wichtig war dabei für ihn vor allem, sich ein reales Bild über die militärische Entwicklung des japanischen Heeres und der Marine zu machen.
Nicht selten stieß er bei seinen Erkundungen und Begegnungen auf Bekanntes aus der Heimat. Denn vor allem im Bereich des Militärs und des bestehenden Rechtssystems hatten deutsche Spezialisten dem sich entwickelten japanischen Staat über viele Jahre als Berater zur Seite gestanden. Bedingt durch seine schnelle Orientierungsfähigkeit in der japanischen Gesellschaft wurde er für eine weitere Verwendung, ebenfalls als Marineattaché, in China eingeplant. Doch die außenpolitischen Entwicklungen 1914 führen im Sommer des Jahres zu einem heftigen Bruch der so hoffnungsvoll begonnenen Entwicklung Knorrs auf diesem Sektor. Am 1. August 1914 hatte auf dem europäischen Kontinent der Erste Weltkrieg begonnen und am 23. August 1914 um 14.00 Uhr japanischer Zeit wurden dem deutschen Gesandten von Rex die Kriegserklärung der Regierung Ōkuma Shigenobu in Tokio und die Pässe ausgehändigt. Damit waren die diplomatischen Beziehungen zwischen Deutschland und Japan vorerst beendet und das Personal der Botschaft musste nach Deutschland zurückkehren.

### Erster Weltkrieg
Auch Knorr reiste noch im August 1914 per Schiff von Japan ab, jedoch hatte er die Order, sich in San Francisco vorerst bei der deutschen Etappe für eine geeignete Verwendung zu melden. In den USA stand er bis zum Sommer 1915 zur Verfügung des Marineattachés in Washington Karl Boy-Ed (1872–1930). Dieser setzte das Personal von den seit Kriegsbeginn in den USA festsitzenden Schiffen hauptsächlich zur Beobachtung der Schiffsbewegungen in Richtung Europa und zur Überprüfung ein, ob sie mit Kriegsgerät beladen waren. Im Sommer 1915 erhielt Knorr ein Angebot als Kommandant eines neuen, noch in Dienst zu stellenden Hilfskreuzers zu fahren. Inzwischen zum Korvettenkapitän befördert, nahm er das Angebot an und gab dem Schiff den Namen Meteor in Erinnerung an das Kanonenboot seines Vaters, das am 9. November 1870 vor Havanna, unter dessen Kommando, heftige Seekämpfe zu bestehen hatte. Von Wilhelmshaven aus führte die erste Fahrt der Meteor am 29. Mai 1915 in Richtung des nördlichen Seeweges. Der Auftrag bestand darin, auf der Schiffsroute nach Archangelsk Minengürtel zu legen.
Auf der Rückfahrt aus dem Eismeer gab Knorr den Befehl den in ihrer Nähe kreuzenden schwedische Frachter Thorsten zu entern. Die an Bord des Frachters befindlichen 200 russischen Postsäcke wurde als Prise mit nach Deutschland genommen. Am 17. Juli 1915 machte die Meteor in Kiel fest. Hier wurden die bestehenden Bordwaffen verbessert und der nächste Befehl für Kommandant und Schiff führte in die schottischen Gewässer, erneut zum Minenlegen. In der Bestimmungsregion befand sich das Kursgebiet der britischen Kriegsschiffe. Am 8. August 1915 versenkte die Meteor den englischen Minenkreuzer The Ramsay durch zwei Torpedotreffer. Um nicht erkannte zu werden, hatte Knorr angewiesen, dass sich sein Schiff als das russische Frachtschiff Imperator Nikolai II. auszugeben hatte. Von der gesunkenen The Ramsay konnten acht Offiziere und 90 Mann der Besatzung an Bord der Meteor genommen werden. Doch bereits am 9. August 1915 waren sie von einer britischen Suchpatrouille ausfindig gemacht worden. Da die englischen Schiffe in der mehrfachen Übermacht waren, gab Knorr den Befehl zur Selbstversenkung.
Wieder nach Deutschland zurückgekehrt, wartete der nächste Einsatzbefehl auf ihn. Knorr übernahm als Kommandant die unter osmanischer Flagge laufende Breslau. Ursprünglich zur Kaiserlichen Marine gehörend, war das Schiff zu Beginn des Ersten Weltkrieges an die Osmanische Marine verkauft worden. Hier führte es den Schiffsnamen Midilli, die deutsche Besatzung blieb an Bord, trug aber den türkischen Fes als Kopfbedeckung. Zum Zeitpunkt der Kommandoübernahme im September 1915 durch Knorr befand sich der Kleine Kreuzer nach einem Torpedotreffer noch zur Reparatur auf der Werft. Ab Februar 1916 war das Schiff wieder einsatzfähig und wurde in den osmanischen Hafen Trabzon beordert. Von hier aus wurde es in die Seekämpfe und den Küstenbeschuss gegen die russischen Seestreitkräfte im Schwarzen Meer einbezogen.
Knorr unterlag in dieser Zeit der Befehlsgewalt des Oberbefehlshabers der osmanischen Kriegsmarine Admiral Souchon. Ende Juli 1917 übergab Knorr das Schiffskommando an Fregattenkapitän Georg von Hippel und kehrte nach Deutschland zurück. Hier angekommen stand er kurzzeitig zur Verfügung des Marinekommandos der Nordsee. Ab Dezember 1917 wurde er in der Operativgruppe des Admiralstabes für Auslandskriege verwendet. Diese Abteilung war vor allem für den militärischen Schutz der Deutschland noch verbliebenen Kolonien und für die Organisation von sogenannten „Revolutionskriegen“ in den zu England, Frankreich und Russland gehörenden überseeischen Ländern zuständig. Hier erlebte er auch das Ende des Ersten Weltkrieges und wurde entsprechend den Bedingungen des Versailler Vertrages 1919 aus der Marine entlassen.

### Zeit der Weimarer Republik
Die in Folge der Niederlage Deutschlands im Ersten Weltkrieg entstandene Situation und die Gründung der Weimarer Republik waren für Knorr keine annehmbaren Rahmenbedingungen. Dazu kamen noch die Umstände, dass durch die Ereignisse des Kapp-Putsches Anfang 1920 die Kräfte aus der früheren Admiralität und dem Reichsmarineamt, die zu seinem gewohnten Umgangskreis zählten sich in einer totalen Sinneskrise befanden. Deshalb war für Knorr eine neue Perspektive in seiner Lebens- und Berufsentwicklung dringend geboten. Dazu kam noch, dass im Februar 1920 sein Vater verstorben war. Doch ein neuer Ansatz und neue Entwicklungsmöglichkeiten boten sich, als ein enger Vertrauter seines Vaters, Admiral Paul Behncke (1866–1937) am 15. September 1920 das Amt des Chefs der neu geschaffenen Marineleitung in Berlin übernahm. Dadurch bot sich die Chance, unter Nutzung von Knorrs Erfahrungen, bestehender vertrauensvoller Netzwerke in der Marine und durch Aktivierung seiner Auslandskontakte wieder eine sinnerfüllte Position aufzubauen.
Da es kurz nach Inkrafttreten des Versailler Vertrages in Deutschland nur außerordentlich begrenzte Möglichkeiten für ein Wiederaufleben der deutschen Marine, geschweige denn für Fragen der Neuentwicklung von Schiffen, vor allem U-Booten, seemännischer Waffentechnik und maritimer Ausrüstung gab, schloss sich Knorr 1920 einer Gruppe ehemaliger Angehöriger der Kaiserlichen Marine an. Sie verfolgte das Ziel, ihr maritimes Know-how außerhalb Deutschlands zu vermarkten. Dazu gehörten unter anderem der Seeoffizier und Schiffbau-Ingenieur Bruno Gluer (1880–1952), der Admiral a. D. und frühere Marineattaché Paul von Hintze (1864–1941), der aus japanischer Gefangenschaft kommende Friedrich Hack (1887–1949), der Seeoffizier Johann Bernhard Mann (1880–1945) und der japanische Honorarkonsul Albert Schinzinger (1856–1926). Von Seiten der diplomatischen Vertretung in Tokyo wurden ihre Aktivitäten durch Oberst Martin Renner koordiniert, der dort abgedeckt als Botschaftsrat, auch für das Zusammenführen militärischer Informationen zuständig war. Seine Aufgabe war es in dieser Sache, die Zusammenarbeit auf dem Gebiet der Rüstungsentwicklung wieder in Gang zu bekommen. Diese Akteure hatten sich entschieden, zu diesem Zweck entsprechende Kooperationen mit Japan aufzubauen. Sehr früh wurden sie sich bewusst, dass es sich dabei vor allem um streng geheim zuhaltende Projekte zur Herstellung und Entwicklung von Kriegstechnik handeln wird, die entsprechend dem Versailler Vertrag für Deutschland unter Verbot standen. Um dafür über eine offizielle Legitimation und eigene Tarnung zu verfügen, wurde Knorr Korrespondent des Berliner Lokalanzeigers und reiste 1920 zu ersten Aktivierungen und Sondierungen nach Japan.
Hier gelang es ihm recht schnell, die früheren Kontakte zu erneuern, Unternehmens- und Regierungskreise in Japan zu finden, die ebenfalls in diesen Geschäften Entwicklungsmöglichkeiten sahen. Das waren vor allem am deutschen Know-how interessierte Führungspersonen des kaiserlichen Heeres und der Marine, der Rüstungsindustrie, des Schiffs- und Flugzeugbaus sowie politische Akteure, die das Ziel eines Erstarkens ihres Landes hauptsächlich mittels militärischer Komponenten sahen. Nach den ersten orientierenden Gesprächen zum möglichen Bedarf in Japan kristallisierten sich die Bereiche der Kriegsmarine, vor allem der U-Bootbau, der Luftwaffe, der Waffentechnik, Funktechnik, die benötigte militärspezifische Optik, Elektronik und auch Chemie, in Form von Kampfgasen, heraus.
Als potenzielle Wirtschaftspartner standen nach entsprechenden Absprachen in Deutschland die Firmen Krupp, Heinkel, Siemens, MAN Augsburg, deutsche Werften, die Zeppelin AG und weitere zur Verfügung. Dabei ging es sowohl um die Weitergabe deutscher Unterlagen an Japan für den Bau neuer Kriegstechnik, als auch die Möglichkeiten einer Weiterführung von deutscher Rüstungsforschung und Ingenieurtechnik in Japan, um von der Entwicklung nicht abgehängt zu werden. Dabei ging es vor allem um den Bau von Waffentechnik für Deutschland, der nach den Bestimmungen des Versailler Vertrages verboten war. Das war für Knorr in allererster Linie die geheime Organisation des Baus von Kriegsschiffen und U-Booten in Japan sowie der Handel mit den benötigten Schiffsausrüstungen.
Nachdem sich die ersten positiven Entwicklungen, gemeinsame Interessenlagen und vertraglichen Vereinbarungen für diese Art von Geheimprojekten zeigten wurden der deutsche Botschafter in Japan Wilhelm Solf (1920–1928) und der Leiter der Abteilung Seetransport im Reichswehrministerium Kapitän zur See Walter Lohmann (1878–1930) in die geheimen Rüstungsprojekte mit einbezogen. Dadurch war eine offizielle Tarnung der Aktivitäten unter der Überschrift eines Programms der wissenschaftlichen Zusammenarbeit beider Länder geeigneter nach außen zu deklarieren. Durch die Beziehungen Knorrs konnte die Schiffswerft in Osaka für die ersten Schritte zum Umbau von Schiffen und den Bau von U-Booten für Deutschland gewonnen werden. Dazu wurden aus Deutschland Schiffbauexperten und Ingenieure mit Erfahrungen in der Konstruktion von Waffentechnik eingeflogen. Zur Beschaffung sowie den An- und Verkauf der benötigten Ausrüstungsgegenstände, einschließlich der Bordwaffen, wurden die Firmen Illies, Schenzinger und später Schenzinger & Hack in die Projektabläufe mit einbezogen. Der Bau des ersten U-Bootes für Deutschland begann 1922 auf der Schiffswerft in Osaka.
Zur Überprüfung des Standes der gemeinsamen Rüstungsprojekte und zur Vereinbarung weiterer Rüstungsgeschäfte zwischen Deutschland und Japan weilte ab Mai 1924, getarnt als „Berufserfahrungsfahrt“, Wilhelm Canaris (1887–1945) als Beauftragter des Chefs der Marineleitung unter Admiral Paul Behncke für mehrere Wochen in Japan. In das vorbereitete Besuchsprogramm waren mehrere Gesprächspartner, so führende Politiker, Ministerialbeamte und Militärs einbezogen, der Besuch von Industrie- und Militärstandorten und eine Inspektion auf der Werft in Osaka, eingeplant. Mit sichtlicher Zufriedenheit über den „Stand der Dinge“, wie sie sich in Japan entwickelt hatten und dankbaren Worten an die vor-Ort Akteure, zu denen auch von Knorr gehörte, trat Wilhelm Canaris im Juni 1924 die Heimreise an.

## Familie
Wolfram von Knorr hatte am 8. August 1906 in Berlin die Fotografin Jula Wedekind (1883–1968) geheiratet. Am 24. Juni 1907 wurde in Berlin-Charlottenburg ihr Sohn Wolf geboren, der 1928 im Alter von 21 Jahren an den Folgen eines Unfalls starb.

## Publikationen
- Der russisch-japanische Seekrieg 1904–1905, 3 Bände, Verlag Mittler und Sohn Berlin 1911.